# Elаjas Hаu
Elаjas Hаu mlađi (/haʊ/; 9. jul 1819 – 3. oktobar 1867) bio je američki izumitelj koji je najbolje poznat stvaranju moderne šivaće mašine.

## Detinjstvo, mladost i porodica
Elajas Hau mlađi je rođen 9. jula 1819. od oca dr. Elajasa Houa starije i majke Poli (Bemis) Hou u Spenseru u Masačusetsu. Hau je proveo svoje detinjstvo i ranu mladost u Masačusetsu, gde je bio šegrt u tekstilnoj fabrici u Louelu počevši od 1835. godine. Nakon zatvaranja fabrike zbog panike iz 1837. godine, preselio se u Kembridž u Masačusetsu, da bi radio kao mehaničar na mašinama za preradu prediva, radeći zajedno sa svojim rođakom Natanijelom P. Banksom. Počevši 1838. godine, bio je šegrt u prodavnici Ari Dejvisa, glavnog mehaničara u Kembridžu, koji se specijalizovao za proizvodnju i popravku hronometra i drugih preciznih instrumenata. Upravo dok je bio zaposlen kod Dejvisa, Hau je došao na ideju za šivaću mašinu.
On se oženio sa Elizabet Dženings Ejms, ćerkom Sajmona Ejmsa i Džejn B. Ejms, 3. marta 1841. u Kembridžu. Oni su imali troje dece: Džejn Robinson Hau (1842-1912), Sajmon Ejms Hau (1844-1883) i Džulija Marija Hou (1846-1869).

## Izum šivaće mašine i karijera
Suprotno uvreženom mišljenju, Hau nije prvi koji je došao na ideju o šivaćoj mašini. Mnogi drugi ljudi su formulisali ideju o takvoj mašini pre njega, jedna zamisao potiče već iz 1790. godine, a neki su čak i patentirali svoj dizajn i proizveli radne mašine, u jednom slučaju najmanje 80 prototipa. Međutim, Hau je ostvario značajna poboljšanja u dizajnerskim konceptima svojih prethodnika i 10. septembra 1846. godine, on je dobio prvi patent Sjedinjenih Država (U.S. Patent 4.750) za šivaću mašinu koristeći dizajn zaključanog šava.
Verovatno apokrifni izveštaj o tome kako je došao na ideju da stavi ušicu igle na vrh zabeležen je u porodičnoj istoriji porodice njegove majke:
Umalo se izmorio pre nego što je otkrio gde treba da se nalazi ušica igle šivaće mašine. Verovatno je malo onih koji znaju kako je do toga došlo. Njegova prvobitna ideja je bila da prati model obične igle, a oko pete. Nije mu palo na pamet da je treba postaviti blizu tačke, a možda bi i potpuno odustao da nije sanjao da napravi šivaću mašinu za divljeg kralja u stranoj zemlji. Baš kao i u svom stvarnom radnom iskustvu, bio je zbunjen zbog iglene uši. Mislio je da mu je kralj dao dvadeset četiri sata da završi mašinu i osposobi je da šije. Ako se ne završi za to vreme, smrt je trebalo da bude kazna. Hau je radio i radio, i zbunjivao se, i na kraju je odustao. Tada je pomislio da je izveden na pogubljenje. Primetio je da ratnici nose koplja koja su probodena blizu glave. Rešenje poteškoće je odmah došlo, i dok je pronalazač molio za vreme, probudio se. Bilo je 4 sata ujutru. Skočio je iz kreveta, otrčao u svoju radionicu, i do 9, igla sa ušicom na vrhu je bila grubo modelovana. Posle toga je bilo lako. To je istinita priča o važnom incidentu u pronalasku šivaće mašine.
Uprkos tome što je obezbedio svoj patent, Hau je imao značajnih poteškoća da pronađe investitore u Sjedinjenim Državama koji bi finansirali proizvodnju njegovog pronalaska, ta je njegov stariji brat Amasa Bemis Hou otputovao u Englesku u oktobru 1846. da traži finansijsku potporu. Amasa je uspeo da proda svoju prvu mašinu za 250 funti Vilijamu Tomasu iz Čipsajda u Londonu, koji je posedovao fabriku za proizvodnju korzeta, kišobrana i kofera. Elаjas i njegova porodica pridružili su se Amasi u Londonu 1848. godine, ali nakon poslovnih sporova sa Tomasom i narušenog zdravlja njegove supruge, Hou se vratio gotovo bez novca u Sjedinjene Države. Njegova supruga Elizabeta, koja se pre Elаjasa vratila u Sjedinjene Države, umrla je u Kembridžu, Masačusets, ubrzo nakon njegovog povratka 1849. godine.
Uprkos njegovim naporima da proda svoju mašinu, drugi preduzetnici su počeli da proizvode mašine za šivenje. Hau je bio prinuđen da brani svoj patent u sudskom postupku koji je trajao od 1849. do 1854. jer je otkrio da je Isak Singer u saradnji sa Volterom Hantom usavršio faksimil svoje mašine i prodavao ja sa istim šavom koji je Hau izumeo i patentirao. Pobedio je u sporu i zaradio znatne honorare od Singera i drugih za prodaju svog izuma.
Hau je donirao veliki deo novca koji je zaradio za nabavku opreme za 17. regimentu dobrovoljačke pešadijske armije Unije u Konektikatu tokom Građanskog rata, u kojoj je Hau služio kao redov u kompaniji D. Zbog svog poremećenog zdravlja obavljao je lakše dužnosti, često viđan kako hoda uz pomoć svog šilaha, i zauzeo je položaj upravnika pošte u puku, odslužujući svoje vreme jašući do i iz Baltimora sa ratnim vestima. Prijavio se 14. avgusta 1862, a istupio je iz vojne službe 19. jula 1865.

## Uključenost u pronalazak rajfešlusa
Hau je dobio patent 1851. godine za „Automatsko, neprekidno zatvaranje odeće”. Možda zbog uspeha svoje šivaće mašine, on nije ozbiljno pokušao da plasira na tržište taj izum, propuštajući priznanje koje bi inače mogao da dobije.

## Kasniji život i nasleđe
Između 1865/67. godine, Elajas je osnovao preduzeće The Howe Machine Co. u Bridgeportu, Konektikatu, kojim su upravljali Elajasovi zetovi, braća Stokvel do oko 1886. Između 1854. i 1871/72, Elajasov stariji brat, Amasa Bemis Hau, i kasnije je njegov sin Bendžamin Porter Hau, nakon što je Amasa umro 1868. godine, posedovao je i upravljao fabrikom u Njujorku, koja je proizvodila šivaće mašine pod imenom The Howe Sewing Machine Co.. Proizvodi ovog preduzeća su osvojili zlatnu medalju na Londonskoj izložbi 1862. godine. Nakon toga je 1873. godine B. P. Hau prodao fabriku i ime preduzeću The Howe Machine Co., koje je spojilo dve kompanije. Elajasova šivaća mašina je osvojila zlatnu medalju na Pariskoj izložbi 1867. godine, a iste godine Napoleon III ga je nagradio ordenom Legije časti za njegov izum.
Hau je umro u svojoj 48. godini, 3. oktobra 1867. od gihta i masnog ugruška krvi. Sahranjen je na groblju Grin-Vud u Bruklinu u Njujorku. Njegova druga žena Rouz Haladej, koja je umrla 10. oktobra 1890. godine, sahranjena je pored njega. Hau i Singer su završili svoje dane kao multimilioneri.
Hau je komemorisan poštanskom markom od 5 centi u seriji Slavni američki izumitelji, objavljenoj 14. oktobra 1940. Film Bitlsa iz 1965. godine Help! je (verovatno šaljivo) posvećen sećanju na njega. Godine 2004, on je primljen u Kuću slavnih nacionalnih izumitelja Sjedinjenih Država.

## Genealogija
Hau je bio potomak Džona Haua (1602–1680) koji je stigao u koloniju zaliva Masačusets 1630. iz Brinkloua u Vorikširu u Engleskoj i nastanio se u Sаdberiju u Masačusetsu. Hau je takođe bio potomak Edmunda Rajsa, još jednog ranog imigranta u koloniju zaliva Masačusets.

## Literatura
- Iles, George (1912), Leading American Inventors, New York: Henry Holt and Company, стр. 338—369
- Brandon, Ruth (1977). A Capitalist Romance: Singer and the Sewing Machine. Lippincott.
- Coffin, Judith G. (1994). „Credit, Consumption, and Images of Women's Desires: Selling the Sewing Machine in Late Nineteenth-Century France”. French Historical Studies. 18 (3): 749—783. JSTOR 286691. doi:10.2307/286691.
- Cooper, G.R. (1976). The Sewing Machine: Its Invention and Development. Smithsonian Institution Press.
- Davies, Robert Bruce (1976). Peacefully Working to Conquer the World: Singer Sewing Machines in Foreign Markets, 1854–1920. Arno Press.
- de la Cruz-Fernández, Paula A. (2015). „Multinationals and Gender: Singer Sewing Machine and Marketing in Mexico, 1890-1930”. The Business History Review. 89 (3): 531—549. JSTOR 43897571. doi:10.1017/S0007680515000756.
- de la Cruz-Fernández, Paula. Gendered capitalism. Sewing machines and multinational business in Spain and Mexico (1850–1940) (Routledge, 2021)
- Godley, Andrew (2001). „The Global Diffusion of the Sewing Machine, 1850–1914”. Research in Economic History. 20 (1): 1—46..
- Godley, Andrew. Godley, Andrew (2006). „Selling the Sewing Machine Around the World: Singer's International Marketing Strategies, 1850–1920”. Enterprise & Society. 7 (2): 266—314. doi:10.1093/es/khj037.
- Godley, Andrew. Godley, Andrew (1996). „Singer in Britain: the diffusion of sewing machine technology and its impact on the clothing industry in the United Kingdom, 1860–1905”. Textile History. 27 (1): 59—76. doi:10.1179/004049696793711725.
- Godley, Andrew (2012). Fabricating Consumers: The Sewing Machine in Modern Japan.
- Jack, Andrew B (1957). „The channels of distribution for an innovation: The sewing-machine industry in America, 1860–1865”. Explorations in Economic History. 9 (3).: 113+
- Lampe, Ryan; Moser, Petra (2013). „Patent pools and innovation in substitute technologies—evidence from the 19th-century sewing machine industry”. The RAND Journal of Economics. 44 (4): 757—778. JSTOR 43186442. doi:10.1111/1756-2171.12035.
- Thomson, Ross (1987). „Learning by Selling and Invention: The Case of the Sewing Machine”. The Journal of Economic History. 47 (2): 433—445. JSTOR 2122240. doi:10.1017/S0022050700048178.
- Wickramasinghe, Nira (2014). „Following the Singer Sewing Machine”. Metallic Modern. Berghahn Books. стр. 16—40. ISBN 9781782382423. JSTOR j.ctt9qd0gq.6.

## Spoljašnje veze
- Elаjas Hаu на веб-сајту  (језик: енглески)
- Elias Howe Biography by Alex I. Askaroff
- „Howe, Elias”.  (на језику: енглески) (11 изд.). 1911.